# داودی ایندیسوم
داودی ایندیسوم(نام علمی: Chrysanthemum indicum) نام یک گونه از سرده گل داودی است.